# Tragopa coccinella
Tragopa coccinella är en insektsart som beskrevs av Leon Fairmaire. Tragopa coccinella ingår i släktet Tragopa och familjen hornstritar. Inga underarter finns listade i Catalogue of Life.